# Хотел Булевар (Београд)
Хотел Булевар налазио се на углу три улице у Београду: Македонска 7, у много дужем делу зграде у Браће Југовића и доњим делом је залазио у Булевар деспота Стефана. 
Тачна година изградње хотела се не зна, али се претпоставља да је подигнут између 1865. и 1875. године.

## Историјат
Власник и оснивач је Ђорђе Пашон. Он је обележио ноћни и кафански живот београдске чаршије. Постепено је градио хотел од Македонске до данашњег Деспота Стефана. Тадашњи хотели су имали краће уличне фронтове и најчешће дубоке баште и дворишта с помоћним просторијама и шталама. Прво се звао Булевар (1875). Највероватније је довршен око 1880. године. Помиње се и деценија раније, али нема сигурних података.
Изглед се мењао током изградње. Изградња велике сале (касније биоскоп Балкан) доприноси да се ту одиграки бројни историјски догађаји. Ту су одржавани зборови против Аустроугарске. Српски социјалисти су ту редовно одржавали конгресе, основачки 1903. и следећих 5 до 1910. године.

### ХотелОпера
После отварања прве сталне опере Жарка Савића Булевар добија ново име Опера. Ту се играју позоришне представе, први кинематографи се појављују (1899). Новоименовани хотел Опера постаје и центар српског водвиљског позоришта Орфеум (1899). 
Хотел прелази у руке Цинцарина Томе Ванђела који је био Пашонин поверилац. Тома Ванђел је дошао из Јужне Србије 1864. године. Стекао је велико имање на углу Поенкареове и Дечанске улице. Хотел Оперу је завештао Српском трговачком друштву да би се од тих пара издржавала и школовала трговачка омладина из  Србије и Македоније.

### Ноћни живот
Ноћни живот је био изузетно буран. Музика је свирала до зоре, играле су се варијететске представе. Сам власник је имао проблема и као газда и као гост. Године 1903. у хотелу одржан је до тада највећа игранка уз учешће три циганска оркестра из Аустроугарске.
Данас још ради Кафана Зора која је годинама оправдавала своје име.

## Занимљивости
Приказан је први документарни филм у сали хотела Булевар 1900. године. Садржина филма је било венчање краља Александра и Драге Машин. У сали хотела је приказан и први звучни филм 1910. године.